# Championnats du monde de ski-alpinisme 2011
Navigation
Édition précédente Édition suivante
Les championnats du monde de ski-alpinisme 2011, organisés par l'International Ski Mountaineering Federation (ISMF), se sont tenus à Claut dans les Dolomites ( Italie).

## Résultats

### Sprint
| Rang               | Participante              |
| ------------------ | ------------------------- |
| Médaille d'or      | Laëtitia Roux             |
| Médaille d'argent  | Nathalie Etzensperger     |
| Médaille de bronze | Gabrielle Gachet Magnenat |
| 4                  | Mireille Richard          |
| 5                  | Mélanie Bernier           |
| 6                  | Mireia Miro Varela        |
| 7                  | Anna Figura               |
| 8                  | Emilie Gex-Fabry          |
| 9                  | Veronika Swidrak          |
| 10                 | Sandrine Favre            |

| Rang               | Participant         |
| ------------------ | ------------------- |
| Médaille d'or      | Martin Anthamatten  |
| Médaille d'argent  | Robert Antonioli    |
| Médaille de bronze | Yannick Ecoeur      |
| 4                  | Xavier Gachet       |
| 5                  | Alexandre Pellicier |
| 6                  | Marcel Marti        |
| 7                  | Marcel Thieux       |
| 8                  | Nicolas Bonnet      |
| 9                  | Cédric Rémy         |
| 10                 | Jakob Herrmann      |

### Individuel
| Rang               | Participante              | Total temps     |
| ------------------ | ------------------------- | --------------- |
| Médaille d'or      | Mireia Miró Varela        | 1 h 24 min 54 s |
| Médaille d'argent  | Laëtitia Roux             | 1 h 27 min 17 s |
| Médaille de bronze | Nathalie Etzensperger     | 1 h 31 min 44 s |
| 4                  | Marie Troillet            | 1 h 34 min 11 s |
| 5                  | Gabrielle Gachet Magnenat | 1 h 34 min 16 s |
| 6                  | Emilie Gex-Fabry          | 1 h 37 min 00 s |
| 7                  | Mireille Richard          | 1 h 37 min 33 s |
| 8                  | Corinne Clos              | 1 h 37 min 46 s |
| 9                  | Janelle Smiley            | 1 h 40 min 25 s |
| 10                 | Mélanie Bernier           | 1 h 41 min 08 s |

| Rang               | Participant           | Total temps     |
| ------------------ | --------------------- | --------------- |
| Médaille d'or      | Kilian Jornet Burgada | 1 h 27 min 08 s |
| Médaille d'argent  | William Bon Mardion   | 1 h 27 min 19 s |
| Médaille de bronze | Yannick Buffet        | 1 h 27 min 38 s |
| 4                  | Didier Blanc          | 1 h 29 min 04 s |
| 5                  | Manfred Reichegger    | 1 h 29 min 08 s |
| 6                  | Denis Trento          | 1 h 29 min 25 s |
| 7                  | Yannick Ecoeur        | 1 h 29 min 55 s |
| 8                  | Michele Boscacci      | 1 h 30 min 05 s |
| 9                  | Robert Antonioli      | 1 h 30 min 53 s |
| 10                 | Marc Pinsach Rubirola | 1 h 31 min 28 s |

### Vertical race
| Rang               | Participant           | Total temps |
| ------------------ | --------------------- | ----------- |
| Médaille d'or      | Mireia Miró Varela    | 27 min 34 s |
| Médaille d'argent  | Laëtitia Roux         | 28 min 34 s |
| Médaille de bronze | Gemma Arró Ribot      | 30 min 41 s |
| 4                  | Nathalie Etzensperger | 31 min 35 s |
| 5                  | Séverine Pont-Combe   | 31 min 59 s |
| 6                  | Emilie Gex-Fabry      | 32 min 06 s |
| 7                  | Janelle Smiley        | 32 min 23 s |
| 8                  | Lydia Prugger         | 32 min 32 s |
| 9                  | Corinne Clos          | 33 min 10 s |
| 10                 | Mari Fasting          | 33 min 51 s |

| Rang               | Participant           | Total temps |
| ------------------ | --------------------- | ----------- |
| Médaille d'or      | Kilian Jornet Burgada | 24 min 44 s |
| Médaille d'argent  | Yannick Buffet        | 24 min 48 s |
| Médaille de bronze | William Bon Mardion   | 25 min 15 s |
| 4                  | Damiano Lenzi         | 25 min 31 s |
| 5                  | Florent Perrier       | 25 min 33 s |
| 6                  | Marc Pinsach Rubirola | 25 min 39 s |
| 7                  | Pietro Lanfranchi     | 25 min 42 s |
| 8                  | Nejc Kuhar            | 25 min 43 s |
| 9                  | Ola Berger            | 25 min 54 s |
| 10                 | Martin Anthamatten    | 26 min 25 s |

### Par équipe
| Rang               | Équipe | Total temps |
| ------------------ | ------ | ----------- |
| Médaille d'or      |        |             |
| Médaille d'argent  |        |             |
| Médaille de bronze |        |             |
| 4                  |        |             |
| 5                  |        |             |
| 6                  |        |             |
| 7                  |        |             |
| 8                  |        |             |
| 9                  |        |             |
| 10                 |        |             |

| Rang               | Équipe                | Total temps         |
| ------------------ | --------------------- | ------------------- |
| Médaille d'or      | Eydallin/Trento       | 2 h 30 min 32 s     |
| Médaille d'argent  | Reichegger/Holzknecht | 2 h 32 min 35 s     |
| Médaille de bronze | Bon Mardion/Blanc     | 2 h 32 min 52 s (*) |
| 4                  | Lanfranchi/Lenzi      | 2 h 34 min 08 s     |
| 5                  | Pellicier/Favre       | 2 h 35 min 36 s     |
| 6                  | Sevennec/Bonnet       | 2 h 39 min 02 s     |
| 7                  | Fasser/Herrmann       | 2 h 39 min 46 s     |
| 8                  | Jornet/Pinsach        | 2 h 43 min 50 s     |
| 9                  |                       |                     |
| 10                 |                       |                     |

(*) inclus 3 minutes de pénalités

### Relais
| Rang               | Équipe                                          | Total temps |
| ------------------ | ----------------------------------------------- | ----------- |
| Médaille d'or      | N. Etzensperger/ G. Gachet Magnenat/ M. Richard | 24 min 56 s |
| Médaille d'argent  | E. Favre/S. Favre/Roux                          | 25 min 05 s |
| Médaille de bronze | Bes i Ginesta/Arró Ribot/Miró Varela            | 26 min 22 s |
| 4                  | Figura/Wajda/Tasz                               | 28 min 09 s |
| 5                  | Clos/Piccagnoni/Valmassoi                       | 28 min 20 s |
| 6                  | Prugger/Essl/Swidrak                            | 28 min 35 s |
| 7                  | Silitch/Kirkland/Smiley                         | 28 min 52 s |
| 8                  | Fasting/Haukøy/Ryggen Carstens                  | 30 min 37 s |
| 9                  | Callaghan/Lees/Gilbert                          | 34 min 42 s |
| 10                 | Mase (en)/Horibe (en)/ Thomas                   | 38 min 11 s |

| Rang               | Équipe                                                            | Total temps |
| ------------------ | ----------------------------------------------------------------- | ----------- |
| Médaille d'or      | Reichegger/Antonioli/Trento/Eydallin                              |             |
| Médaille d'argent  | Ecoeur/Thieux/Anthamatten/Marti                                   |             |
| Médaille de bronze | Blanc/Gachet/Buffet/Bon Mardion                                   |             |
| 4                  | Pinsach Rubirola/Jornet Burgada/Caballero Ortega/Martin de Villa  |             |
| 5                  | Stock/Fasser/Rohringer/Herrmann                                   |             |
| 6                  | Reiter/Palzer/Steurer/Lex                                         |             |
| 7                  | Šenk/Miklosa/Triler/Kuhar                                         |             |
| 8                  | Hovdenak/Berger/O.E. Tronvoll/Oyberg                              |             |
| 9                  | Jonsson/Gund/Tronvoll/Almestal                                    |             |
| 10                 | Vilana Diaz/D. Albos Cavaliere/J. Albos Cavaliere/Pelegrina Lopez |             |

### Combiné
(Classement Vertical Race, Individuel et Équipes)
| Rang               | Participant |
| ------------------ | ----------- |
| Médaille d'or      |             |
| Médaille d'argent  |             |
| Médaille de bronze |             |
| 4                  |             |
| 5                  |             |
| 6                  |             |
| 7                  |             |
| 8                  |             |
| 9                  |             |
| 10                 |             |

| Rang               | Participant |
| ------------------ | ----------- |
| Médaille d'or      |             |
| Médaille d'argent  |             |
| Médaille de bronze |             |
| 4                  |             |
| 5                  |             |
| 6                  |             |
| 7                  |             |
| 8                  |             |
| 9                  |             |
| 10                 |             |